# Comunicazione letteraria nell'antica Roma
La comunicazione letteraria nell'antica Roma costituiva per gli intellettuali e gli eruditi autori di opere scritte un impegno molto diverso dai nostri costumi.

## Il pubblico letterario

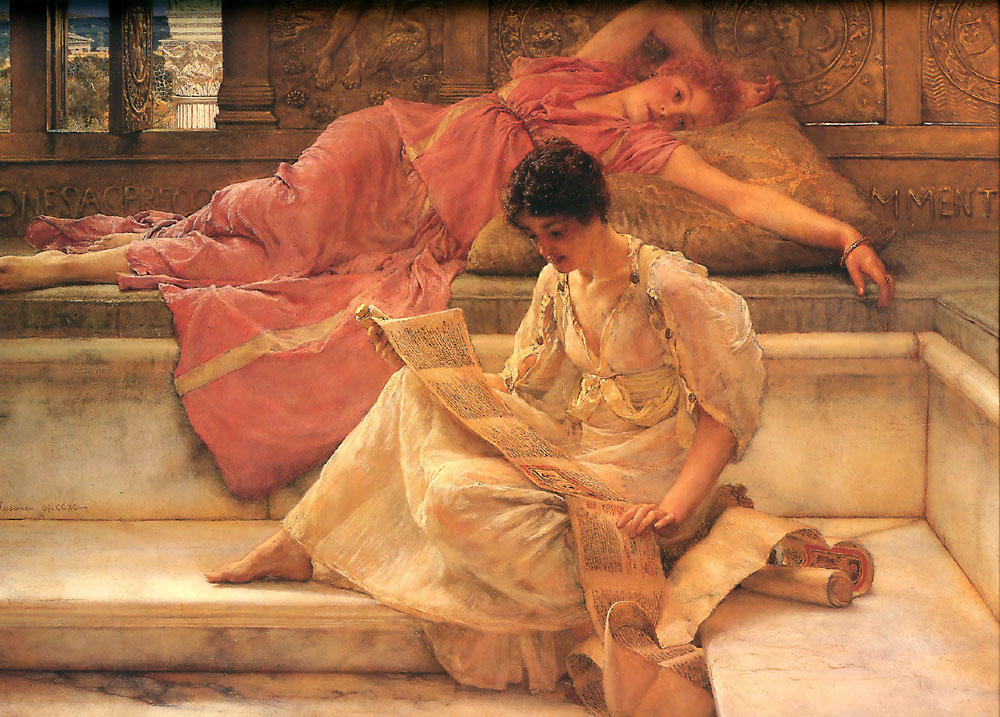
Matrone romane intente a leggere alcuni componimenti poetici, da un dipinto di Lawrence Alma-Tadema.

La questione filologica della comunicazione letteraria nell'antica Roma è resa di difficile comprensione dalla necessità di identificare quanti fossero i cittadini romani in grado di leggere e scrivere e quindi ricevere, capire e apprezzare il messaggio letterario.
Vari autori si sono impegnati nel calcolare la percentuale di alfabetizzati nella Roma antica ma è chiaro come, in assenza di riscontri oggettivi, queste indicazioni siano piuttosto opinabili. Recenti studi hanno accertato l'estrema limitatezza del pubblico letterario per quanto riguarda la totalità, compresi plebei e servi, della popolazione, mentre il grado di alfabetizzazione fosse evidentemente più elevato nella classe colta, naturale destinataria delle opere letterarie. W. H. Harris (op.cit.) calcola che alla fine del IV secolo a.C. i senatori e, alla fine del II secolo, i membri delle famiglie più agiate e in genere chiunque, all'inizio dell'impero, esplicasse un ruolo nella politica, ed anche quasi tutti i legionari (ma non gli ausiliari), fossero in grado di leggere e scrivere. Questo, evidentemente non vuol dire che l'estensione del pubblico letterario interessato alla produzione letteraria coincidesse con quella degli alfabetizzati, ma che, anzi, è naturale pensare che coloro che apprezzassero il messaggio letterario costituissero un'élite di amatori e specialisti.
Per quegli autori particolarmente attenti ad una forma raffinata e a contenuti specialistici, il pubblico letterario doveva essere molto limitato ed anzi, alcuni critici della letteratura latina antica sono portati a pensare che fosse nella stessa volontà degli autori un'idea assolutamente elitaria della letteratura tale che farebbe escludere quella che noi oggi chiamiamo la pubblicazione delle opere, che è diretta invece ad un pubblico variamente composito.
Nel mondo antico, dove tra autore e lettore sussisteva spesso una comunanza di classe e di interessi, si proponeva però anche questa idea moderna della comunicazione ad un più vasto pubblico letterario che, in età augustea e postaugustea, apparteneva a diverse condizioni sociali e che aspirava ad assumere, anche tramite la partecipazione alla comunicazione letteraria, lo stile di vita delle classi sociali più elevate e di cui quindi l'autore antico doveva tener conto nell'indirizzare i suoi messaggi culturali.

## La produzione dei libri
Certo è che gli antichi uomini di lettere romani ignoravano quello che noi indichiamo come la pubblicazione delle opere scritte.
Fino alla fine della Repubblica le opere venivano redatte in più copie nella casa stessa dell'autore o del suo mecenate e quindi distribuite ad amici e conoscenti di cui si apprezzava il giudizio o nei confronti dei quali si avevano particolari obblighi.
Cicerone affidava i suoi manoscritti ad Attico che aveva installato un laboratorio prima ad uso privato, poi trasformato in qualcosa di molto simile a una casa editrice. Cesare, uomo di alti ideali, ma anche fortemente pragmatico, gli avrebbe facilitato il reperimento di una clientela creando, sull'esempio di quello che era stato fatto nel Museo di Alessandria, la prima biblioteca pubblica romana, che Asinio Pollione portò poi a termine.
Questa interpretazione di un Attico come vero e proprio editore è stata però contestata nel senso che è vero che Attico aiutasse il suo amico nella copiatura domestica delle sue opere, che anche lo stesso Cicerone si procurava con suoi scribi personali, e che poi le diffondesse tramite le sue amicizie in Roma e lontano da Roma, ma è stato rilevato, proprio dall'epistolario di Cicerone, come questi inviasse ad Attico copie non definitive delle sue opere per averne suggerimenti e correzioni. Quando era soddisfatto della stesura finale, Cicerone autorizzava la trascrizione dell'opera che da questo momento poteva essere letta e copiata da chiunque ne venisse in possesso. Quindi bisogna vedere in Attico non un editore ma piuttosto un revisore che diffondeva privatamente gli scritti definitivi. Questa, secondo alcuni interpreti della comunicazione letteraria antica era la forma prevalente della circolazione privata delle opere nel periodo ciceroniano e anche in quello precedente.

## Le "librerie editrici"
Le interpretazioni concordano nell'attribuire all'inizio del I secolo d.C. l'inizio di una diffusione pubblica delle opere a seguito della costituzione di biblioteche pubbliche anche nelle province dell'Impero che portavano con sé la nascita di vere e proprie librerie editrici (bibliopolae-librarii). Orazio ricorda i Sosii, proprietari di un negozio di volumina nel Vicua Tuscus nel Foro,, Tito Livio e Seneca facevano i loro acquisti da Doro: molto nota anche la bottega di Trifone che vendeva le Istitutioni oratorie di Quintiliano e gli Epigrammi di Marziale
Questi commercianti vendevano a prezzi molto alti le copie che i loro schiavi specializzati copiavano e, mentre dall'autore dell'opera si facevano pagare per la copiatura, dei libri che essi vendevano nessun guadagno ne veniva all'autore. Secondo il diritto romano alle opere scritte si applicava il principio superficies solo cedit per cui ogni modifica che si aggiunge appartiene al proprietario del terreno: quindi tutto ciò che veniva scritto sulle pergamene o su i papyrii di proprietà del libraio apparteneva a lui.

## Le letture pubbliche

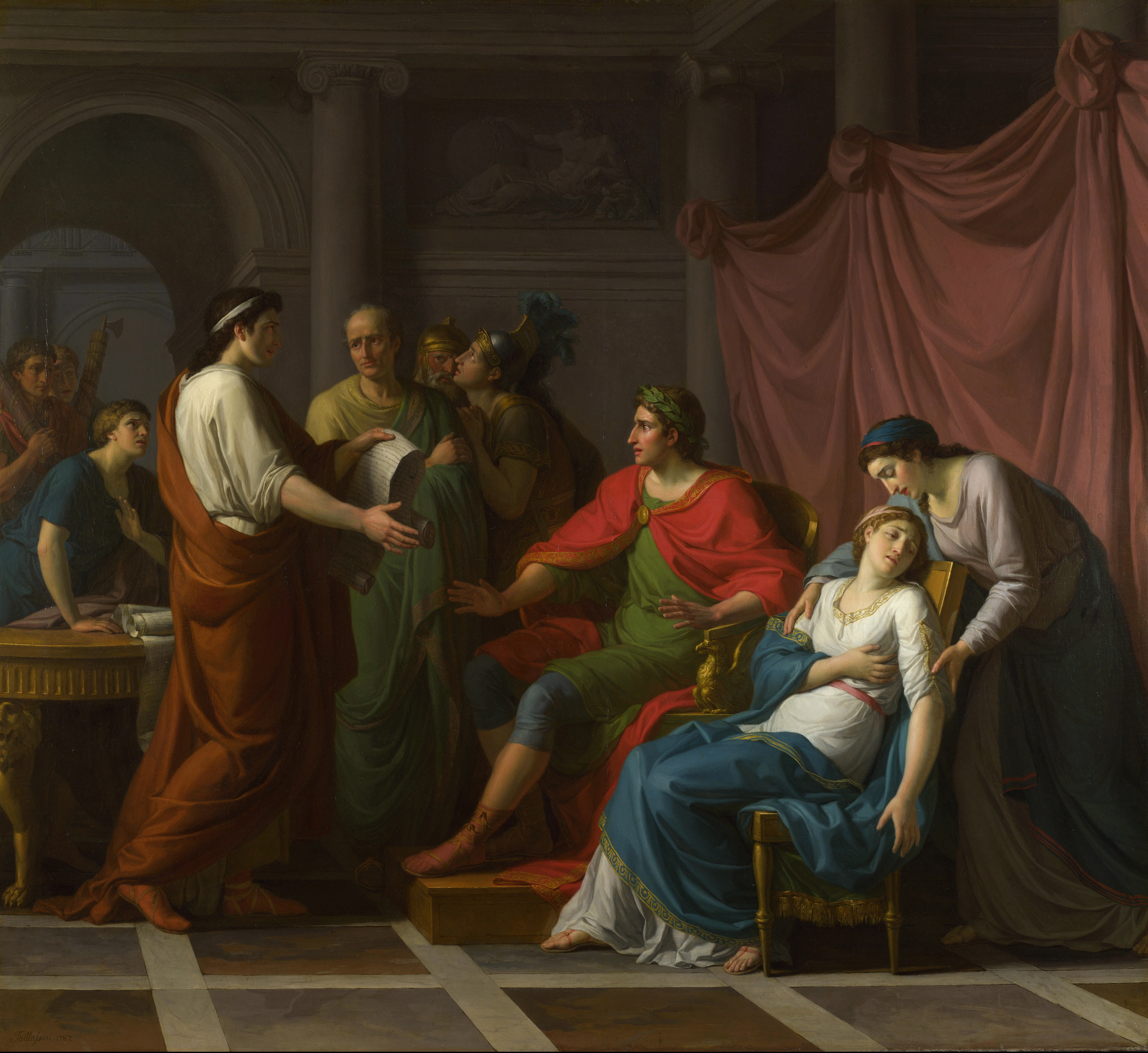
Virgilio legge l'Eneide davanti allo stesso Augusto e Ottavia minore (dipinto di Jean-Joseph Taillasson, conservato presso la National Gallery di Londra).

Ai poeti che esordivano nella letteratura e ai letterati poveri non rimaneva che utilizzare la lettura pubblica per farsi conoscere dal grande pubblico. D'altra parte questo era uno strumento per il potere politico per controllare in maniera discreta quella produzione letteraria ritenuta pericolosa per il regime e diffondere invece le opere che esaltassero il principe.
I funzionari addetti alle biblioteche pubbliche avevano la facoltà di escludere le opere non gradite mentre favorivano la diffusione di quelle amiche del potere politico così come aveva fatto Asinio Pollione nella prima biblioteca romana introducendo la lettura pubblica del De bello civili del suo amico Cesare.
Si diffuse così la moda delle letture pubbliche anche presso i personaggi più importanti a cominciare da Augusto che ascoltava pazientemente «coloro che gli venivano a leggere non solo versi e storia, ma anche arringhe e dialoghi». Lo stesso Claudio, che aveva ambizioni di storico, leggeva in pubblico le sue opere e benché fosse impedito dalla balbuzie e dalla timidezza, la sala si riempiva di pubblico plaudente; ma accadde che uno spettatore obeso durante la lettura, facesse crollare con fragore sotto il suo peso un banco suscitando le risate di tutti. Claudio ci rimase male ma non rinunciò a far leggere i suoi scritti da un liberto dalla voce aggraziata. Lo stesso Domiziano, che affettava grande amore per la poesia, leggeva i suoi versi in pubblico.
L'imperatore Adriano fece costruire a sue spese un edificio apposito per le letture: l'Atheneum, una specie di piccolo teatro che i letterati in cerca di facile fama, riproposero nelle loro domus facendo allestire un'apposita stanza, l'auditorium, destinata alla lettura, come quella che ad esempio che i ricchi amici di Plinio il Giovane, Calpurnio Pisone e Titinio Capitone, si erano fatta costruire.

## L'auditorium
Nella stanza destinata alla lettura vi era un palco dove l'autore, agghindato per l'occasione in modo accurato,  per sedurre gli ascoltatori non solo con la bellezza del suo scritto, ma anche con quella del proprio aspetto, leggeva la sua opera; dietro di lui una tenda nascondeva gli invitati che non volevano comparire. L'uditorio stava seduto su sedie con spalliere nei primi posti, gli altri su sgabelli meno comodi. Tutti erano stati invitati con bigliettini appositi (codicilli) e ognuno aveva il programma della seduta (libelli).
Non tutti si potevano permettere questo apparato che il generoso Titinio Capitone prestava ai colleghi più poveri ma che altri, più concretamente, affittavano a cari prezzi.
Alcuni, come Plinio il Giovane, preferivano leggere le loro opere a un gruppo di amici che invitavano nel triclinium dove ai letti venivano aggiunte delle sedie. I letterati più poveri che non potevano affittare un auditorium o che non avevano un locale adatto, mettevano in atto un particolare stratagemma: dove notavano un gruppo di persone nel Foro, s'intrufolavano nel mezzo e, srotolato il loro volumen, iniziavano a leggere tra la curiosità degli astanti.

## Larecitatio

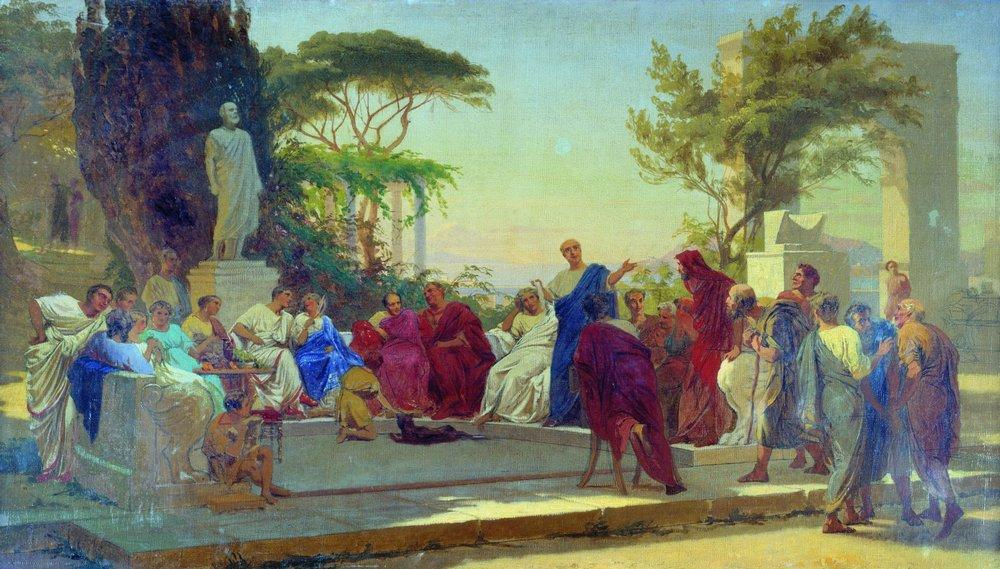
Orazio legge davanti al circolo di Mecenate, dipinto di Stefano Bakalovich, 1863

Di solito le recitazioni riguardavano poesie lette dallo stesso autore a cui assisteva un pubblico che si presume variamente interessato; Orazio e Marziale ci testimoniano altresì che questo spettacolo di letture nelle strade ad ogni ora del giorno e in qualunque stagione o in appositi locali causava alcune volte la reazione del pubblico che dava segni di noia dedicandosi a discorrere con il vicino dei fatti propri o d'insofferenza, lasciando di nascosto la recitatio o abbandonandosi a un sonno ristoratore. Racconta Plinio il Giovane che una volta tra il pubblico era presente un famoso giurista, Javoleno Prisco a cui, essendo il personaggio più importante presente, l'autore prima di iniziare la lettura, secondo l'etichetta stabilita, si era rivolto con la frase di rito: «Prisce, iubes?» («Prisco, comandi che inizi?»); al che l'interpellato, probabilmente colto di sorpresa mentre pensava a tutt'altro, rispose: «Ego vero non iubeo» («Ma no, non comando niente») suscitando le risa del pubblico mentre l'autore rimaneva interdetto con il suo volumen tra le mani.
Questo dimostra come il più delle volte gli invitati alle recitazioni fossero presenti per un rapporto di amicizia con l'autore o per assolvere con un atto di cortesia a obblighi sociali. È pur vero che questa per molti era l'occasione di conoscere opere che non avrebbero mai letto, le quali dal momento della lettura-spettacolo potevano considerarsi come pubblicate, così che chi aveva provato interesse poteva acquistarle e leggerle per suo conto.
La recitatio in vero può essere considerata, quando avveniva nell'auditorium o durante un banchetto, un vero e proprio spettacolo poiché l'autore incaricava per la lettura dei testi uno schiavo specializzato (anaghnóstes), che rendesse migliore l'effetto scenico. Alcune volte, per non annoiare con una lunga recitatio sullo stesso argomento, si alternavano letture di varia natura: poesie, arringhe di celebri avvocati, discorsi di politici, orazioni funebri già pronunciate e testi teatrali. Quanto ciò stimolasse l'interesse dell'uditorio è facile immaginare.
Tra i difetti delle letture pubbliche va poi annoverato soprattutto quello di allontanare il testo dalla sua viva realtà di riferimento: un conto è sentire pronunciare l'arringa di un avvocato in tribunale un conto è ascoltarla dalla ipnotica melodiosa voce di un liberto.
Da alcuni storici questa vera e propria moda della recitatio è stata considerata un segno di decadimento della educazione letteraria, che diventava sempre più formalistica, e della stessa letteratura che vedeva gli autori accontentarsi dei successi e delle riverenze di un uditorio pubblico fatto da amici compiacenti o da colleghi che si aspettavano che venisse loro contraccambiato il favore. Il letterato cioè, che scriveva per un pubblico, in attesa di frasi ad effetto e di sentenze memorabili, viveva nella comoda convinzione di aver scritto qualcosa di notevole senza sforzarsi in alcun modo di mettersi in discussione per la creazione di opere più valide.